# Велики савременици
Велики савременици је збирка 25 кратких биографских есеја о познатим личностима, коју је написао Винстон Черчил.
Оригинални збирка од 21 есеја је била објављена 1937. године, а углавном је написана између 1928. и 1931. године, док су четири додата у издању 1939. године. У издању из 1941. године, есеји о Савинковом и Троцкију су уклоњени, јер су били противници Јосифа Стаљина, који је као лидер Русије био савезник Британије против Немачке у Другом светском рату. Чланак о Рузевелту је уклоњен 1942. године, када Америка такође постала званичи савезник Британије. 
Неке од личности у збирци су: Вилхелм II, Џорџ Бернард Шо, Џон Френч, Паул фон Хинденбург, Херберт Хенри Асквит, Томас Едвард Лоренс, Фердинанд Фош, Лав Троцки,  Алфонсо XIII од Шпаније, Роберт Бејден-Поуел, Даглас Хејг, Артур Балфор, Френклин Делано Рузвелт, Адолф Хитлер, Жорж Клемансо, Џорџ V, и многи други.